# North Moreton
 (octobre 2023).
Pour les articles homonymes, voir Moreton.
North Moreton est une paroisse civile et un village de l'Oxfordshire, en Angleterre.